# Hakuna Matata
Hakuna Matata er swahili og betyder «ingen bekymringer» eller «intet problem». Frasen er kendt fra flere moderne kulturelle sammenhænge, specielt i filmen Løvernes Konge, hvor den anvendes af Timon og Pumba. Det bruges særlig i sangen "Hakuna matata".
I 1980 gjorde det kenyanske band Them Mushrooms sig bemærket med sangen «Jambo Bwana», hvor Hakuna Matata siges op til flere gange.